# 松平輝徳
松平 輝徳（まつだいら てるあきら、文政3年11月5日（1820年12月10日） - 天保11年8月14日（1840年9月9日））は、江戸時代後期の上野高崎藩主。高崎藩大河内松平家8代。
松平正温の孫で5000石を領した大身旗本松平信弥（のぶみつ）の次男。生家は三河吉田藩の分家。従五位下、右京亮を称する。幼名は勇五郎。
同族の松平輝承の急逝により、天保10年（1839年）9月12日、養子として家督を相続する。しかし、翌天保11年（1840年）に死去した。嗣子がなかったため、養子の輝充が跡を継いだ。

## 系譜
父母
- 松平信弥（実父）
- 鈴木氏（実母）
- 松平輝承（養父）

養子
- 松平輝充- 本庄道昌の五男